# Eleição municipal de São Lourenço da Mata em 2016
A eleição municipal de São Lourenço da Mata em 2016 foi realizada para eleger um prefeito, um vice-prefeito e 15 vereadores no município de São Lourenço da Mata, no estado brasileiro de Pernambuco. Foram eleitos ) e  para os cargos de prefeito(a) e vice-prefeito(a), respectivamente.
Seguindo a Constituição, os candidatos são eleitos para um mandato de quatro anos a se iniciar em 1º de janeiro de 2017. A decisão para os cargos da administração municipal, segundo o Tribunal Superior Eleitoral, contou com 79 276 eleitores aptos e 11 983 abstenções, de forma que 15.12% do eleitorado não compareceu às urnas naquele turno.

## Resultados

### Eleição municipal de São Lourenço da Mata em 2016 para Prefeito
A eleição para prefeito contou com 5 candidatos em 2016: Angelo Labanca Albanez Filho do Partido Socialista Brasileiro, Roberico Ribeiro de Albuquerque do Partido da Social Democracia Brasileira, Bruno Gomes de Oliveira do Partido Trabalhista Brasileiro, Iris Rodrigues de Moura do Democracia Cristã (Brasil), Marcelino Vital de Barros do Partido dos Trabalhadores que obtiveram, respectivamente, 24 682, 1 815, 32 802, 1 990, 265 votos. O Tribunal Superior Eleitoral também contabilizou 15.12% de abstenções nesse turno. 
| Candidato(a)                           | Vice                                | Coligação                                 | Votos recebidos | Percentual |
| -------------------------------------- | ----------------------------------- | ----------------------------------------- | --------------- | ---------- |
| Bruno Gomes de Oliveira (PTB)          | Jose Gabriel da Fonseca Neto        | Por um São Lourenço Participativo         | 32802           | 53.29%     |
| Angelo Labanca Albanez Filho (PSB)     | Alba Cléia de Aguiar Bezerra        | Frente Popular de São Lourenço            | 24682           | 40.1%      |
| Iris Rodrigues de Moura (DC)           | Rute Maria Bale da Silva Nascimento | Democracia Cristã (sem coligação)         | 1990            | 3.23%      |
| Roberico Ribeiro de Albuquerque (PSDB) | Silas Campelo de Lima               | Juntos pela Verdadeira Mudança            | 1815            | 2.95%      |
| Marcelino Vital de Barros (PT)         | Maria Lucia de Oliveira             | Partido dos Trabalhadores (sem coligação) | 265             | 0.43%      |

### Eleição municipal de São Lourenço da Mata em 2016 para Vereador
Na decisão para o cargo de vereador na eleição municipal de 2016, foram eleitos 15 vereadores com um total de 62 063 votos válidos. O Tribunal Superior Eleitoral contabilizou 2 380 votos em branco e 2 850 votos nulos. De um total de 79 276 eleitores aptos, 11 983 (15.12%) não compareceram às urnas .
| Nome                              | Partido político                      | Coligação                                 | Votos recebidos | Percentual |
| --------------------------------- | ------------------------------------- | ----------------------------------------- | --------------- | ---------- |
| Edmário Jose de Souza             | Progressistas (PP)                    | Frente Progressista Renovador Republicano | 1362            | 2.19%      |
| José Roberto da Silva             | Progressistas (PP)                    | Frente Progressista Renovador Republicano | 1334            | 2.15%      |
| Antonio Barros de Souza Filho     | Partido Socialista Brasileiro (PSB)   | Frente Socialista Republicana Cristã      | 1318            | 2.12%      |
| Fabio Santos de Miranda           | Partido Trabalhista Brasileiro (PTB)  | Frente Trabalhista Republicana            | 1312            | 2.11%      |
| Leonardo Barbosa dos Santos       | Solidariedade (SD)                    | Frente Democrática da Solidariedade       | 1244            | 2%         |
| José Salvador de Souza            | Partido Trabalhista Brasileiro (PTB)  | Frente Trabalhista Republicana            | 1237            | 1.99%      |
| Manoel Antonio da Silva           | Partido da República (PR)             | Frente Socialista Republicana Cristã      | 1218            | 1.96%      |
| Valdemir dos Santos Carneiro      | Partido Socialista Brasileiro (PSB)   | Frente Socialista Republicana Cristã      | 1209            | 1.95%      |
| Elias Bezerra Cavalcante Junior   | Partido Socialista Brasileiro (PSB)   | Frente Socialista Republicana Cristã      | 1114            | 1.79%      |
| Denis Alves de Souza              | Podemos (PODE)                        | Por um São Lourenço Solidário             | 1048            | 1.69%      |
| Celso Luiz dos Santos             | Democratas (DEM)                      | Frente Democrática da Solidariedade       | 1022            | 1.65%      |
| Cicero Pinheiro dos Santos Junior | Partido Trabalhista Brasileiro (PTB)  | Frente Trabalhista Republicana            | 850             | 1.37%      |
| Carlos Henrique Pontes Anhás      | Progressistas (PP)                    | Frente Progressista Renovador Republicano | 836             | 1.35%      |
| José Carlos Gomes de Lima         | Progressistas (PP)                    | Frente Progressista Renovador Republicano | 796             | 1.28%      |
| Djair Jose Gonçalves de Oliveira  | Partido da Mobilização Nacional (PMN) | Unidos por um Novo Tempo                  | 657             | 1.06%      |